# Leptogaster magnicollis
Leptogaster magnicollis är en tvåvingeart som beskrevs av Walker 1862. Leptogaster magnicollis ingår i släktet Leptogaster och familjen rovflugor. Inga underarter finns listade i Catalogue of Life.